# Martiri scillitani
I Martiri Scillitani (o Scilitani) furono 12 martiri cristiani, tra i primi registrati in Nord Africa. Membri di una comunità cristiana di Scili (Scillum), in Numidia subirono il martirio a Cartagine il 17 luglio 180, venendo decapitati.  
La città d'origine dei martiri è di localizzazione incerta: era probabilmente situata nella provincia civile di Africa Proconsolare, che nei suoi confini più antichi comprendeva una parte della Numidia ecclesiastica; essa corrisponde molto probabilmente alla "Schele" di Giorgio di Cipro (cfr. Descriptio Orbis Romani, Africa-Num.). L'ipotesi che corrisponda a Cillium (la "Kileon" di Giorgio di Cypro, Africa-Byz.), oggi Kasserine, in Tunisia, non è sostenibile, perché per Giorgio di Cipro "Kileon" è in Byzacena mentre "Schele" è in Numidia; è inoltre certo che "Cillium" si trovi in Byzacena, essendo a est del Djebel Chalbi, a pochi km da Sufetula (Sbeitla). Scillium (o Scila, Scilis, Scillum, o altro nome simile) è quindi identificabile con la "Schele" numide di Giorgio di Cipro, ma non è ancora stata geograficamente localizzata. 

## Acta Martyrum Scillitanorum
Gli Acta Martyrum Scillitanorum (o Acta Sanctorum Scillitanorum), trascrizione in latino degli atti del processo tenutosi al cospetto del proconsole Vegellio Saturnino (Saturninus) e conclusosi con la loro condanna, costituiscono il più antico documento della letteratura cristiana latina proveniente dall'Africa settentrionale e recante una data, e sono anche il più antico testo che menzioni una versione in latino di testi biblici (Libri et epistulae Pauli, i libri e le lettere di Paolo). Sono anche il più antico testo del genere letterario degli atti dei martiri.

## I dodici martiri
I nomi dei martiri ricordati negli Acta sono:
- Speratus (che probabilmente era il più autorevole, e nel processo sostenne in gran parte l'interrogatorio)
- Nartzalus
- Cittinus
- Veturius
- Felix
- Aquilinus
- Laetantius
- Ianuaria
- Generosa
- Vestia
- Donata, che sintetizzò la distinzione tra sfera religiosa e sfera politica (Honorem Caesari quasi Caesari; timorem autem Deo)
- Secunda

## Reliquie
Dall'Africa le loro reliquie vennero trasferite in Francia nel IX secolo, e successivamente a Roma, nella chiesa dei Ss. Giovanni e Paolo al Celio dove, sono tuttora conservate in un sarcofago marmoreo. 
Vengono venerati come santi dalla Chiesa cattolica, da quella ortodossa e da quella copta. La loro festa è il 17 luglio.